# Közönséges bozótiantilop
A közönséges bozótiantilop (Tragelaphus scriptus) az emlősök (Mammalia) osztályának párosujjú patások (Artiodactyla) rendjébe, ezen belül a tülkösszarvúak (Bovidae) családjába és a tulokformák (Bovinae) alcsaládjába tartozó faj.

## Rendszertani besorolása
Ezt az antilopot, korábban azonosnak tartották a Delamere-bozótiantiloppal (Tragelaphus sylvaticus); mindkettőt az egykori bozóti antilop alfajainak vélték. Azonban a kutatások és a DNS-vizsgálatok bebizonyították, hogy két önálló fajról van szó, továbbá nem is közeli rokonai egymásnak, mivel a szóban forgó antilop inkább nyalával (Tragelaphus angasii), míg a Delamere-bozótiantilop a bongóval (Tragelaphus eurycerus) és a szitutungával (Tragelaphus spekii) áll közelebbi rokonságban.

## Előfordulása
A közönséges bozótiantilop előfordulási területe Afrika nyugati és középső részén van. Szenegáltól Mauritánia déli részén és a Száhil övön keresztül, keltre egészen Etiópiáig és Eritreáig, valamint délre Angoláig és a Kongói Demokratikus Köztársaságig található meg. A közönséges bozóti antilop déli elterjedési területe és a Delamere-bozótiantilop legészakibb élőhelyei fedik egymást, úgyhogy egyes helyeken, mint például Angolában és a Kongói Demokratikus Köztársaságban mindkét állat előfordul. A Kongó-medencéből hiányzik.

## Megjelenése
Kis és közepes termetű antilopfaj. Talán a legkisebb csavartszarvú antilop. Szőrzetének színe vöröstől a sárgásbarnáig változik. A testén jól kivehető függőleges, és legalább egy vízszintes világos csík van. A nemek egyforma színűek. Nyugattól kelet felé, a mintázata egyre elmosódottabbá válik.

## Életmódja
A váltakozó erdő-szavanna mozaikos élőhelyeket kedveli, azonban megél az esőerdőben, a félsivatagban és a hegyi erdőkben is.

## Fordítás
- Ez a szócikk részben vagy egészben  a   Harnessed bushbuck című angol Wikipédia-szócikk ezen változatának fordításán alapul.  Az eredeti cikk szerkesztőit annak laptörténete sorolja fel. Ez a jelzés csupán a megfogalmazás eredetét és a szerzői jogokat jelzi, nem szolgál a cikkben szereplő információk forrásmegjelöléseként.